# Dagenham & Redbridge Football Club
O Dagenham & Redbridge Football Club é um clube de futebol da Inglaterra. Atualmente disputa a National League, que equivale à 5ª Divisão do Campeonato Inglês.

## Títulos
- League Two (4ª Divisão)
  - Play-off: 2009–10

- National League (5ª Divisão): 1

2006–07
- Isthmian League Premier Division (6ª Divisão): 1

1999–2000
- Essex Senior Cup: 2

1997–98, 2000–01